# Амбасада Сједињених Америчких Држава у Јужном Судану
Амбасада Сједињених Америчких Држава у Јужном Судану (енгл. Embassy of the United States, Juba) је дипломатско представништво Сједињених Држава које се налази у главном граду афричке државе Јужни Судан, Џуби. Од 2005. године САД су имале конзуларно представништво у овој земљи, које је 2011. након проглашења независности уздигнуто на ниво амбасаде. За првог амбасадора изабрана је Сузан Пејџ, 19. октобра 2011. године